# Gare de Pas-de-Jeu
La gare de Pas-de-Jeu est une gare ferroviaire française fermée de la ligne des Sables-d'Olonne à Tours, située sur le territoire de la commune de Pas-de-Jeu, dans le département des Deux-Sèvres, en région Nouvelle-Aquitaine.

## Situation ferroviaire
La gare de Pas-de-Jeu est située au point kilométrique (PK) 164,747 de la ligne des Sables-d'Olonne à Tours, entre les gares ouvertes de Thouars et de Chinon. Elle est séparée de Thouars par la gare fermée d'Orbé et de Chinon par les gares fermées d'Arçay, de Loudun (ouverte au fret), de Basses-Sammarçolles, de Beuxes et de La Roche-Clermault.

## Histoire
La gare n'est plus desservie par aucun train.